# Шенау ам Кенигсзе
Шенау ам Кенигсзе (њем. Schönau am Königssee) општина је у њемачкој савезној држави Баварска. Једно је од 15 општинских средишта округа Берхтесгаденер Ланд. Према процјени из 2010. у општини је живјело 5.299 становника. Посједује регионалну шифру (AGS) 9172132.

## Географски и демографски подаци
Шенау ам Кенигсзе се налази у савезној држави Баварска у округу Берхтесгаденер Ланд. Општина се налази на надморској висини од 630 метара. Површина општине износи 131,7 km². У самом мјесту је, према процјени из 2010. године, живјело 5.299 становника. Просјечна густина становништва износи 40 становника/km².

## Међународна сарадња
| Мјесто    | Држава    | Врста сарадње | Од    |
| --------- | --------- | ------------- | ----- |
| Анси      | Француска | контакт       | 2000. |
|           | Румунија  | контакт       | 2000. |
| Фурланија | Италија   | контакт       | 2000. |
|           | Француска | контакт       | 2000. |
|           | Француска | контакт       | 2000. |
| Извор     |           |               |       |